# Karim Ennakhli
Karim Ennakhli és un enginyer informàtic i desenvolupador de tecnologia format a la Universitat Politècnica Catalunya. Ha passat pràcticament la meitat de la seva vida treballant en diferents companyies i empreses emergents com a administrador de sistemes, desenvolupador, consultor i investigador. Actualment inverteix tot el seu temps a Sekg, una empresa barcelonina que ha dissenyat aplicacions informàtiques que llegeixen l'activitat cerebral dels humans i responen a les seves emocions.